# 印度野鯪
印度野鯪，為輻鰭魚綱鯉形目鯉科的其中一個種。分布於亞洲印度拉賈斯坦邦，棲息在中底層水域。

## 扩展阅读
維基物種上的相關：印度野鯪